# Гейл, Кристал
Кри́стал Гейл (англ. Crystal Gayle, наст. имя: Brenda Gail Webb, род. 9 января 1951) — американская певица в стиле кантри.
Наиболее известна по (как пишет AllMusic) «приправленной джазом поп-балладе» «Don't It Make My Brown Eyes Blue», которая, как певица думала, поможет ей достичь не только любителей кантри, но и поп-аудитории. И на самом деле песня стала хитом как в кантри, так и в поп-чартах — 1 место в кантри-чарте «Билборда» и 2 место в поп-чарте (Billboard Hot 100), а также была достаточно популярной на радио по всему миру.
В 1970-е и 1980-е годы в общей сложности 20 песен певицы поднимались на 1 место кантри-чартов (18 в «Билборде» и 2 в «Кэшбоксе») и 6 альбомов были Американской ассоциацией звукозаписывающих компаний сертифицированы золотыми. Также Кристал Гейл стала первой женщиной в истории музыки кантри, чей альбом — We Must Believe in Magic 1977 года — достиг платиновых продаж.
Также она известна своими волосами почти до пола и в 1983 году по результатам голосования вошла в список 50 самых красивых людей мира по версии журнала «People».
Она самая младшая сестра (младше на 19 лет) певицы Лоретты Линн и дальняя родственница (дальняя кузина) певицы Пэтти Лавлесс.
У Кристал Гейл есть звезда на Голливудской аллее славы, около Лоретты Линн.

## Дискография
- См. статьи «Crystal Gayle albums discography» и «Crystal Gayle singles discography» в английском разделе.

## Награды
- См. статью «Awards and honors» в английском разделе.